# Paul Gaffarel
Paul Louis Jacques Gaffarel, né à Moulins le 2 octobre 1843 et mort à Marseille le 27 décembre 1920, est un historien français.
Auteur prolifique, il a consacré de nombreux travaux aux faits coloniaux et aux domaines coloniaux français.

## Biographie

### Famille
Paul Gaffarel est le fils de Joseph Jacques Hippolyte Gaffarel, né en 1807 dans une famille de marins de La Ciotat - le grand-père de Paul est capitaine de vaisseau. Joseph est professeur de mathématique dans l’enseignement secondaire. Au cours de ses affectations, il enseigne à Moisians, dans la Somme, où il épouse Lucie Louise Regnault, née à Lille en 1818, ﬁlle d’un inspecteur des contributions directes. Puis Joseph est ensuite affecté dans le nord de l'Auvergne et Paul Gaffarel naît à Moulins. La famille arrive ensuite à Marseille où Joseph devient inspecteur d’académie. Ce dernier est chevalier de la Légion d'honneur et médaillé de Sainte-Hélène[réf. nécessaire].
En 1870 Paul, en poste à Besançon, épouse en premières noces Édith Tournier. Ils ont deux enfants : Andrée, née en 1878, et Raymond, né en 1881. Ils divorcent en 1885. Il se remarie en 1915 avec Marie Pierre, enseignante, de 20 ans sa cadette, peu avant la mort de son fils.
Son fils Raymond devient conseiller de préfecture des Basses-Alpes le 31 août 1909 et sous-préfet d’Apt (Vaucluse) le 3 mai 1913. Pendant la guerre de 1914-1918, il est dans l'aviation comme observateur à l'escadrille no 37. Il est décoré de la croix militaire et de la croix de la Légion d’honneur, et est nommé lieutenant. Blessé le 23 octobre 1915, il meurt des suites de cette blessure le 23 novembre.

### Éducation
Paul est élève externe au lycée Thiers à Marseille (1853-1854) ; puis, la famille ayant déménagé sur Paris, il y achève sa scolarité et entre en 1862 
à l'École normale supérieure de Paris, où il est le condisciple de Gabriel Monod, Ernest Lavisse, Félix Alcan et Edgar Zévort : des esprits républicains modérés, en contraste avec le très conservateur directeur de l'école Désiré Nisard.
Il est agrégé d'histoire et géographie en 1865.
Il passe un doctorat ès-lettres en 1869,, à la faculté de Paris.

### Enseignement
Après son agrégation, il enseigne au lycée Thiers, l'histoire et la littérature en 1865-1866. Puis il est muté à la faculté de lettres de Montpellier. Après son doctorat de 1869 il est affecté à Besançon (professeur d'histoire au lycée de Besançon), Tours puis Angers (comme professeur titulaire), Dijon en 1873 (professeur suppléant d'histoire à la faculté de lettres de Dijon, dont il devient doyen). Après son échec politique aux législatives de 1893, il demande sa mutation à la faculté d'Aix-Marseille et l'obtient en 1901 : il enseigne à Aix-en-Provence de 1901 à 1913.

### Sociétés savantes
Il est membre de la Société de géographie (un bastion du parti colonial où il est très actif) ; fondateur et président de la Société bourguignonne de Géographie et d'Histoire,, vice-président de la Société de géographie de Marseille, président du groupe colonial de la Société de géographie de Marseille.

### Politique et autres
A Dijon, il entre sur la scène politique en devenant d'abord conseiller municipal puis conseiller général. Guilhaumou définit ainsi son profil politique : une idéologie « républicaine et antimonarchiste, colonialiste et anti-ouvrière ».
Il est au conseil municipal en 1891-1892 et 1892-1896 (pour ces deuxièmes élections, il reçoit une très grosse majorité de voix et est nommé premier adjoint) et au Conseil général de 1882 à 1904. Il échoue aux élections législatives de 1893 et abandonne l'idée de jouer un rôle sur la scène nationale.
Après sa mutation à Aix-en-Provence, il est l'un des trois secrétaires généraux du comité directeur de l'Exposition coloniale de Marseille (1906). En mai 1912, il est élu onzième adjoint au maire de Marseille (municipalité de Chanot) ; il est reconduit en 1914 jusqu'en 1919 (municipalité d'Eugène Pierre).
Il est nommé officier de l'Instruction publique en 1887, chevalier de la Légion d'honneur le 12 janvier 1900, et reçoit plusieurs ordres étrangers.
En 1903, il est délégué par Édouard Marie Heckel pour représenter l'Institut colonial de Marseille, et par la Société de géographie de Marseille, à l'exposition coloniale d'Hanoï (en). Une fois sur place, il est élu vice-président du jury des récompenses.
Il décède le 27 décembre 1920 à son domicile de Marseille, 90 boulevard Longchamp.

## Publications
A part quelques titres, ses publications sont consacrées presque entièrement à la cause coloniale.
Outre les titres listés ci-dessous, d'autres publications sont disponibles sur les sites Internet archive, sur celui de la Bibliothèque de France (voir la section « Liens externes ») et ailleurs.

### Livres
- [1869] Étude sur les rapports de l'Amérique et de l'ancien continent avant Christophe Colomb (1re thèse de doctorat ès-lettres), Paris, libr.-éd. Ernest Thorin, 1869, VIII-346 p., sur archive.org (présentation en ligne, lire en ligne).
- [1869] (la) De Franciae commercio regnantibus Karolinis (2e thèse de doctorat ès-lettres), Paris, libr.-éd. Ernest Thorin, 1869, VIII-346 p., sur archive.org (présentation en ligne, lire en ligne).
- [1875] Histoire de la Floride française, libr. Firmin Didot et Cie, 1875, 522 p., sur archive.org (lire en ligne).
- [1878] Histoire du Brésil français au seizième siècle, Paris, libr.-éd. Maisonneuve et Cie, 1878, 512 p., sur archive.org (lire en ligne).
- [Thevet & Gaffarel (1557) 1878] André Thevet et Paul Gaffarel, Les Singularitez de la France antarctique (réédition annotée de l'ouvrage de Thevet), Paris, libr.-éd. Maisonneuve et Cie, 1878, sur books.google.fr (lire en ligne).
- [Léry & Gaffarel (1578) 1880] Jean de Léry et Paul Gaffarel, Histoire d'un voyage faict en la terre du Brésil (réédition annotée de l'ouvrage de Léry de 1578 ; 2 tomes : tome 1, tome 2), Paris, éd. Alphonse Lemerre, 1880, sur books.google.fr (lire en ligne).
- [1882] Nuñez de Balboa, la première traversée de l'isthme américain, Paris, libr. de la Société bibliographique, 1882, 172 p., sur archive.org (lire en ligne).
- [1883] L'Algérie. Histoire, conquête et colonisation, Paris, libr. Firmin Didot et Cie, 1883, cartes-708, sur books.google.fr (lire en ligne).
- [1883] Les colonies françaises, Paris, éd. Félix Alcan, 1883 (réimpr. 1885), 461 p., sur archive.org (lire en ligne).
- [1888] Les découvreurs français du XIVe au XVIe siècle : côtes de Guinée, du Brésil, et de l'Amérique du Nord, Paris, éd. Challamel et Cie, 1888, 285 p., sur archive.org (lire en ligne).
- [1888] La conquête de l'Algérie jusqu'à la prise de Constantine, Paris, libr. Firmin Didot et Cie, 1888, 192 p., sur archive.org (lire en ligne).
- [1888] Lectures geographiques et historiques sur l'Algérie et les colonies françaises, Paris, libr.-éd. Garnir frères, 1888, sur archive.org (lire en ligne).
- [1890] Voyages des Français au Canada, dans l'Amérique Centrale et au Brésil dans les premières années du XVIe siècle, Paris, libr. Firmin Didot et Cie, 1890 (réimpr. 2019, Creative Media Partners LLC), 69 p., sur archive.org (lire en ligne).
- [1890] Les Irlandais en Amérique avant Colomb d'après la légende et l'histoire. Colonisation de l'Irland it Mikla, Paris, Institut géographique de Paris, Ch. Delagrave, 1890, 35 p., sur archive.org (lire en ligne).
- [1892] La conquête de l'Afrique, Paris, libr. Hachette et Cie, 1892, 318 p., sur gallica (lire en ligne).
- [1892] Campagnes du Consulat et de l'Empire, période des succès (1800-1807), Paris, libr. Hachette et Cie, coll. « Bibliothèque des écoles et des familles », 1892, 2e éd., 318 p..
- [1892] Histoire de la découverte de l'Amérique depuis les origines jusqu'à la mort de Christophe Colomb, Paris, éd. Arthur Rousseau, 1892, 454 p., sur archive.org (lire en ligne).
- [1892] Découvertes des Portugais en Amérique au temps de Christophe Colomb, Paris, libr. américaine Ch. Chadenat, 1892, 38 p., sur archive.org (lire en ligne).
- [1893] Dijon et l'occupation autrichienne en 1814 (extrait du Bulletin de la Société Bourguignonne de Géographie et d'Histoire ; première publication d'un texte qui sert de base à Dijon en 1814 et 1815 (1897)), Dijon, impr. Darantière, 18973, iv-42, sur gallica (présentation en ligne, lire en ligne).
- [1896] Les Campagnes de la Première République, Paris, libr. Hachette et Cie, 1896, 351 p., sur gallica (lire en ligne).
- [1897] Dijon en 1814 et 1815 (mémoire de la Société bourguignonne de géographie et d'histoire), Dijon, impr. Darantière, 1897, 351 p., sur gallica.
- [1898] Le Sénégal et le Soudan français, Paris, libr. Ch Delagrave, 1898, 237 p., sur archive.org (lire en ligne).
- [1900] Prieur de la Côte d'Or (biographie de Claude-Antoine Prieur-Duvernois), Dijon, libr.-éd. Nourry, coll. « Revue bourguignonne de l'enseignement supérieur, université de Dijon », 1900, 354 p., sur archive.org (lire en ligne).
- [1905] Histoire de l'expansion coloniale de la France depuis 1870 jusqu'en 1905 (exposition coloniale de Marseille 1906), Paris, impr.-éd. Barlatier, 1905, 426 p., sur archive.org (lire en ligne).
- [1908] La politique coloniale en France de 1789 à 1830, Paris, éd. Félix Alcan, 1908, 496 p., sur archive.org (lire en ligne).
- [1918] Notre expansion coloniale en Afrique de 1870 à nos jours, Paris, libr. Félix Alcan, 1918, 282 p., sur archive.org (lire en ligne).

### Articles
- [1876] « La Fronde en Provence. La guerre du semestre », Revue historique, t. 2,‎ 1876, p. 60-103, 436-459 (lire en ligne [sur gallica]).
- [1902] « Le corsaire Jean Fleury », Bulletin de la Société Normande de Géographie,‎ juillet-septembre 1902, p. 171-194 (lire en ligne [sur gallica]).
- [1903] « L'exposition d'Hanoï » (Rapport de M. le professeur P. Gaffarel, vice-président du Jury des récompenses, délégué de l'Institut colonial de Marseille), Annales de l'Institut colonial de Marseille, vol. 1, 11e année, 2e série, 1er fascicule,‎ 1903 (lire en ligne [sur archive.org]).

« L'exposition d'Hanoï » (1903)
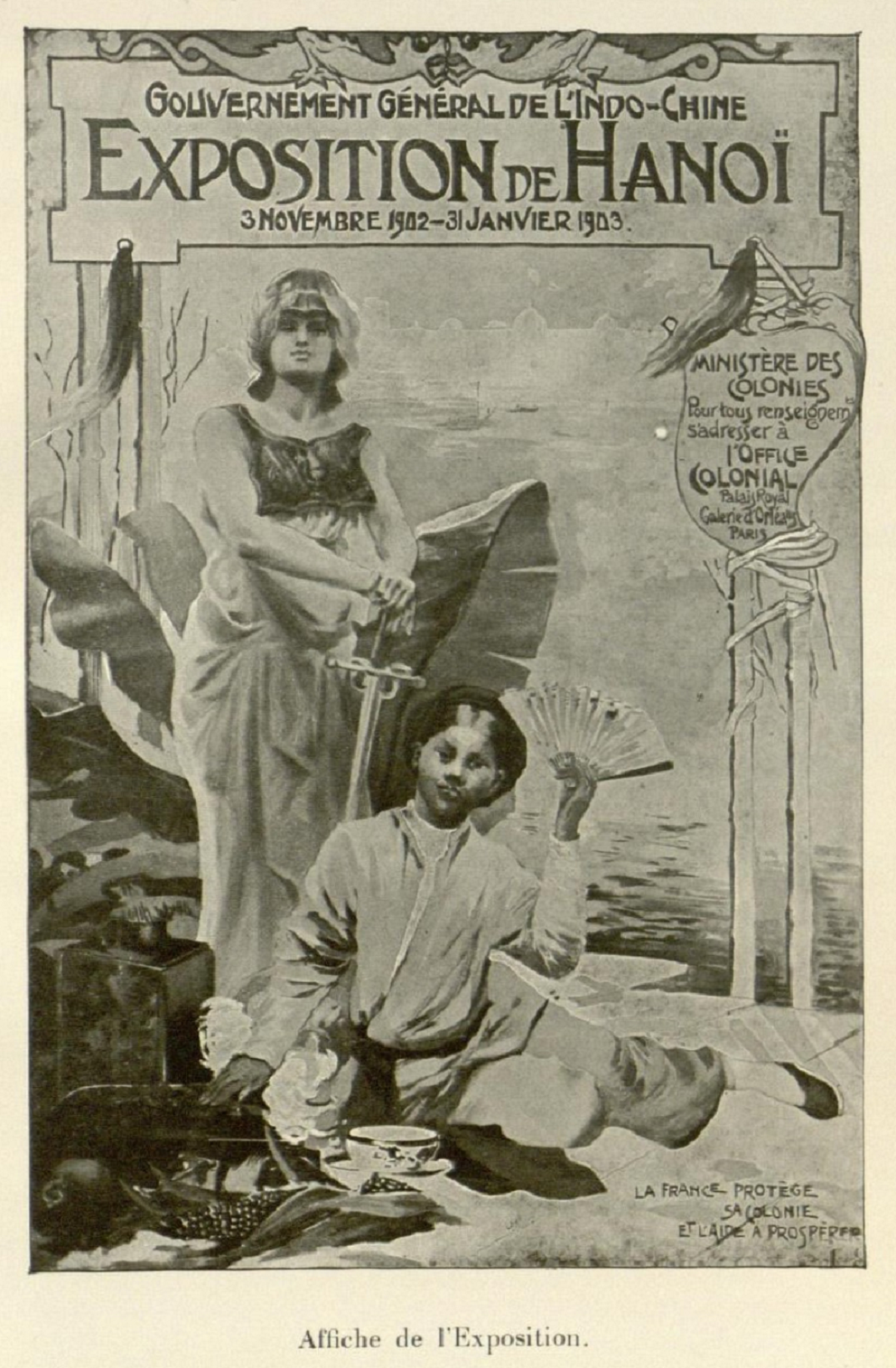
Affiche de l'exposition
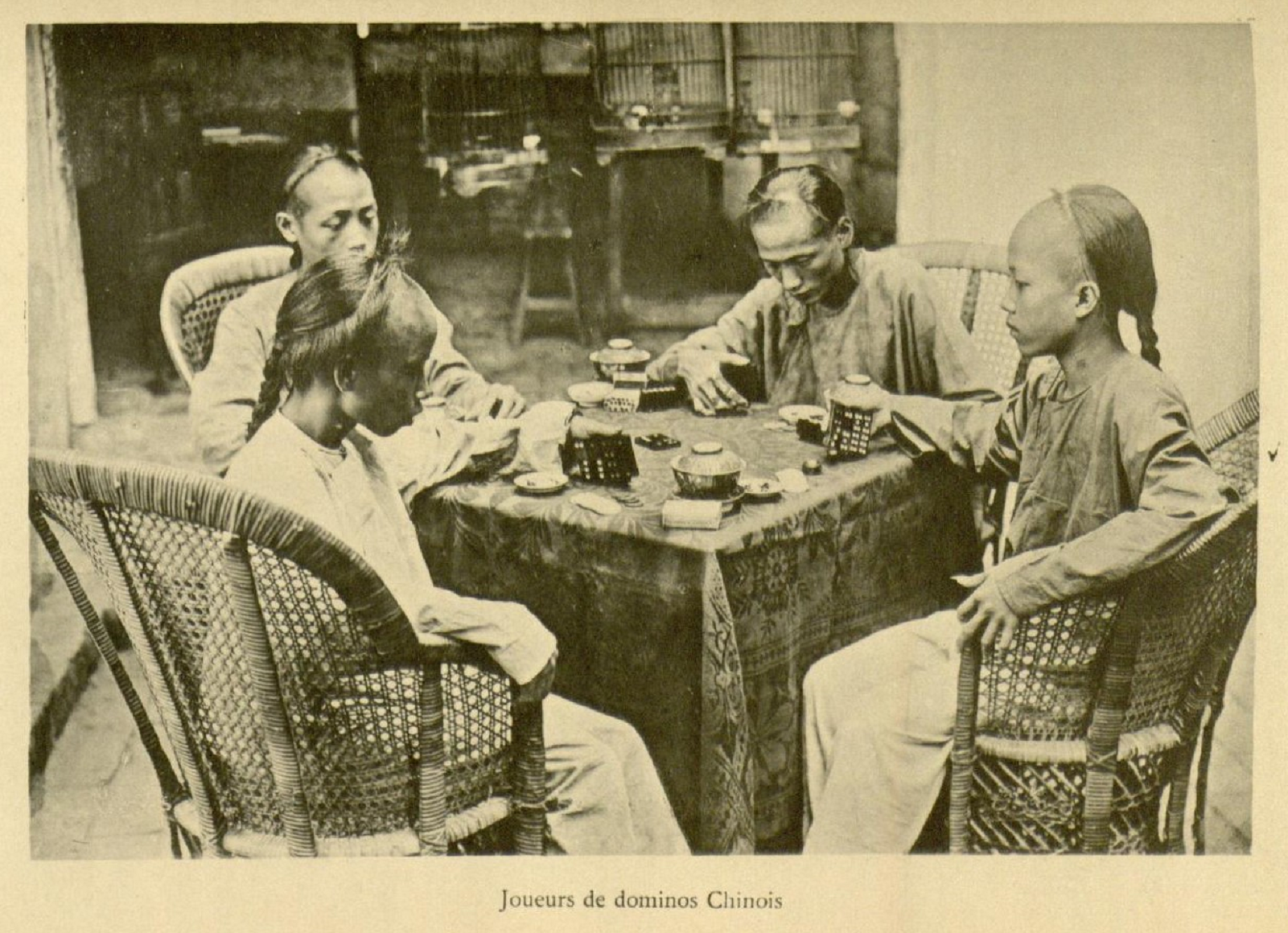
Joueurs de dominos chinois
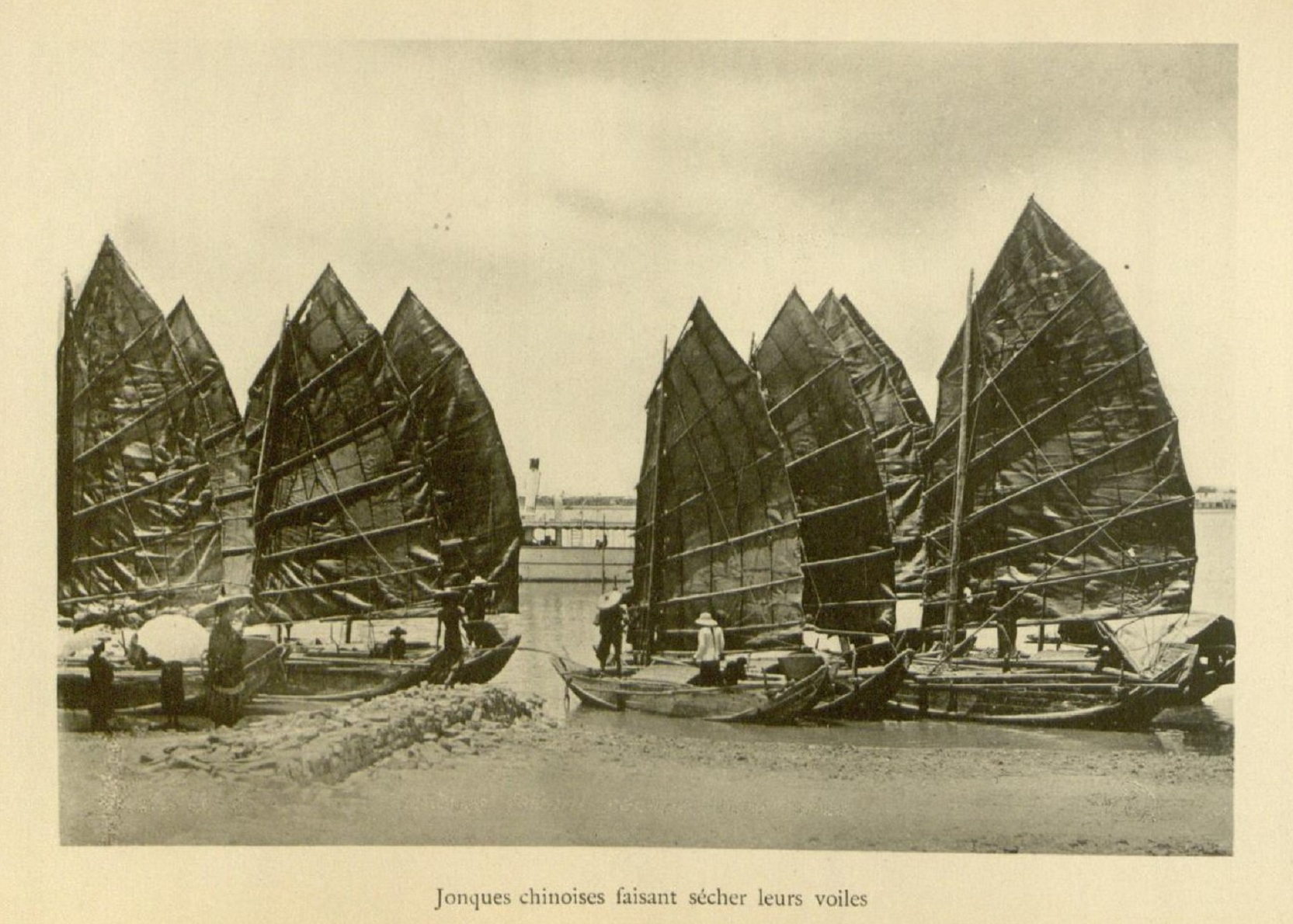
Jonques chinoises faisant sécher leurs voiles
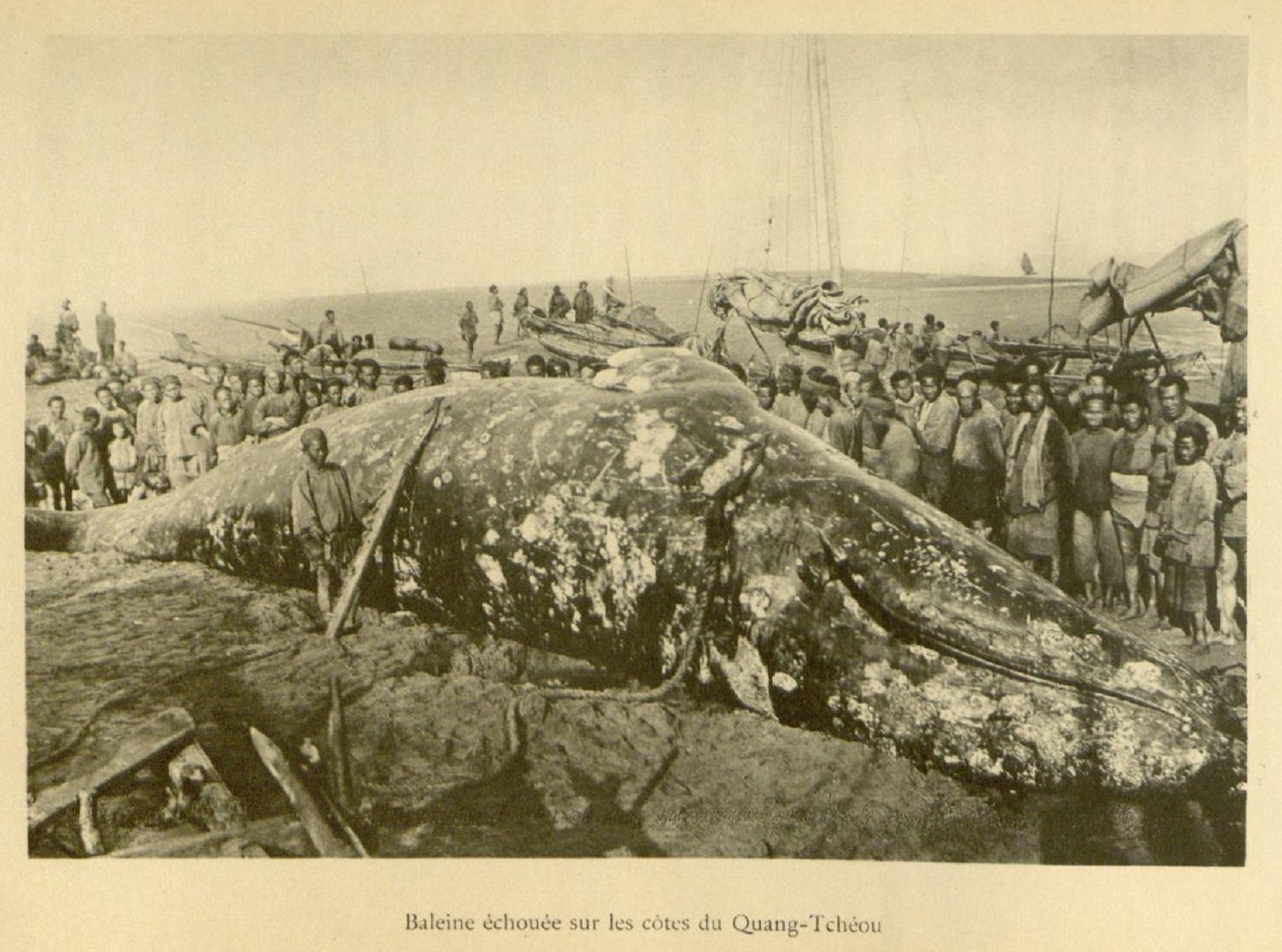
Baleine échouée sur les côtes du Quang-Tchéou
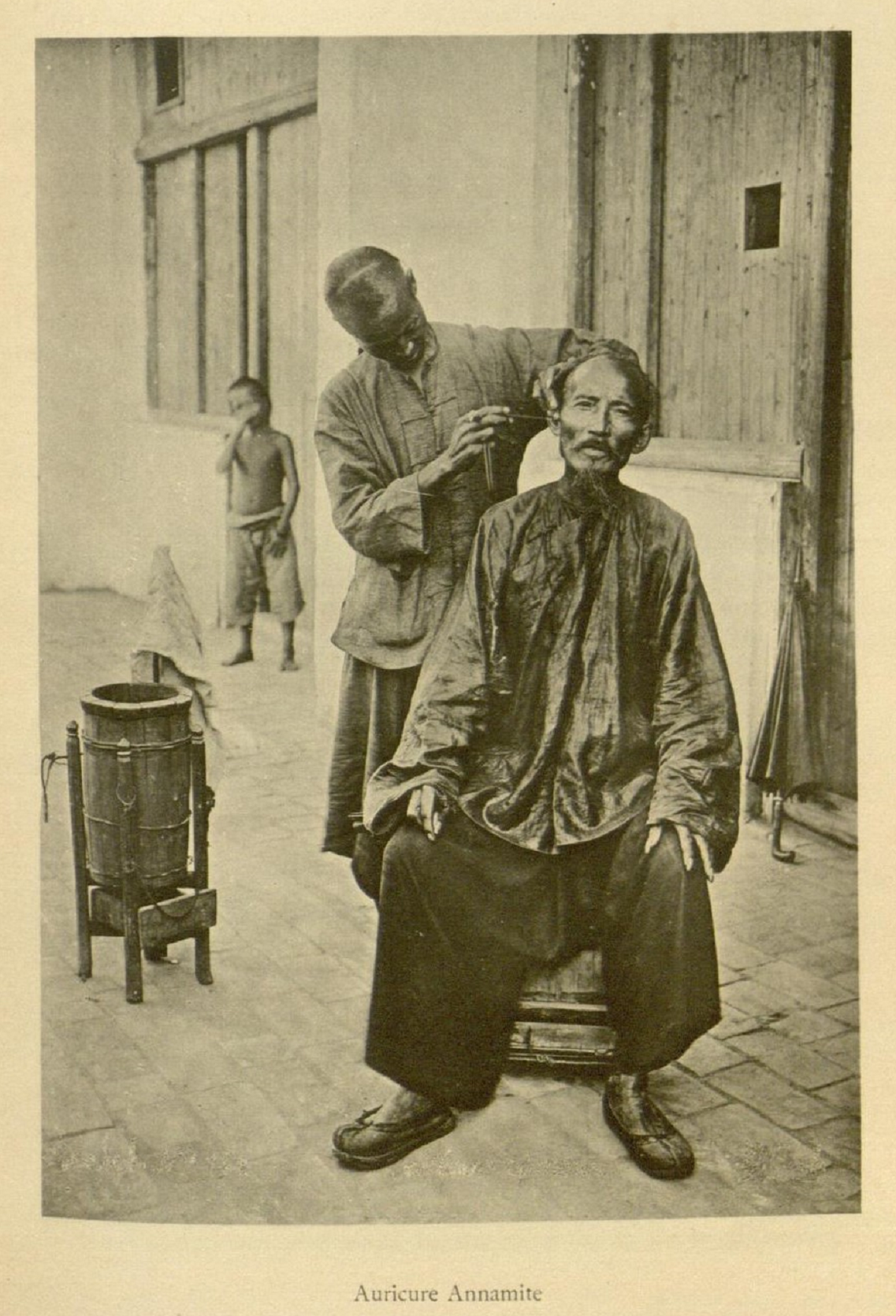
Auricure annamite